# 반트호프 계수
반트호프 계수(van't Hoff factor i) 또는 판트호프 계수는 삼투압, 증기압의 상대적 강하, 끓는점 상승 및 어는점과 같은 응집 특성에 대한 용질의 영향을 측정한 것이다. 반트 호프 계수는 물질이 용해될 때 생성된 입자의 실제 농도와 물질의 질량에서 계산된 농도 사이의 비율이다. 물에 용해된 대부분의 비전해질의 경우 반트호프 계수는 본질적으로 1이다. 물에 용해된 대부분의 이온성 화합물의 경우 반트호프 계수는 물질의 공식 단위에 있는 이산 이온의 수와 같다. 때때로 용액에서 이온 쌍이 발생하기 때문에 이는 이상적인 용액에만 해당된다. 주어진 순간에 이온의 작은 비율이 쌍을 이루고 단일 입자로 계산된다. 이온 쌍 형성은 모든 전해질 용액에서 어느 정도 발생한다. 이로 인해 측정된 반트호프 계수가 이상적인 솔루션에서 예측된 것보다 작아진다. 반트 호프 계수의 편차는 이온이 여러 전하를 가질 때 가장 큰 경향이 있다.
이 계수는 삼투압을 몰농도에, 삼투압을 몰농도에 결합한다.
삼투는 농도가 다른 두 용액이 반투막을 통해 평형 상태를 이루려 할 때 발생하는 압력 현상을 설명하는 이론이다. 반트 호프 방정식 𝜋 = iMRT는 삼투압(𝜋)이 용질 농도(M), 기체 상수(R), 절대온도(T), 그리고 반트 호프 인자(i)와 어떤 관계가 있는지를 나타낸다. 여기서 반트 호프 인자(i)는 용질의 이온화 정도를 반영하는 값으로, 비전해질의 경우 i=1, 완전 이온화된 전해질의 경우에는 이온 개수에 따라 i 값이 달라진다. 삼투는 농도가 다른 용액들이 에너지를 최소화하며 평형에 도달하려는 열역학적 성질을 설명하는 중요한 이론이다.

## 같이 보기
- 총괄성
- 활동도
- 라울의 법칙
- 오스트발트 희석률
- 판트호프 방정식
- 해리 (화학)
- 삼투

## 참고문헌
- Tro, Nivaldo J. (2020). 《Chemistry : A Molecular Approach》 Fif판. Hoboken, NJ. 613–614쪽. ISBN 978-0-13-498889-4. OCLC 1048659501.